# 1968년 주택 및 도시 개발법
1968년 주택 및 도시 개발법(영어: Housing and Urban Development Act of 1968, Pub.L. 90–448, 82 Stat. 476, 1968년 8월 1일 제정)은 린든 B. 존슨 행정부 시기에 통과되었다. 이 법안은 1967년 미국 전역의 도시에서 발생한 대규모 폭동, 1968년 4월 민권 운동가 마틴 루터 킹 주니어의 암살, 그리고 도시 지역에 대한 공공 자금 및 지원의 대폭 확대를 권고한 커너 위원회 보고서 발행 직후에 발효되었다. 린든 B. 존슨 대통령은 이 법안의 규모와 야망 때문에 이를 미국에서 통과된 가장 중요한 법률 중 하나로 언급했다. 이 법안의 선언된 목표는 향후 10년간 2,600만 호의 주택을 건설하거나 재건축하는 것이었으며, 이 중 6백만 호는 저소득층 및 중간 소득층 가구를 위한 것이었다.
이 법안은 초기 3년 동안 53억 달러의 지출을 승인했으며, 이 기간 동안 170만 호의 주택을 건설하기 위해 자금을 지원하도록 설계되었다. 장기적으로는 이 법안이 완전히 이행될 경우 10년간 500억 달러의 비용이 들도록 설계되었다. 이 정책은 1965년에 설립된 미국 주택도시개발부에 의해 시행될 예정이었다.
이 법안은 공공 주택과 같은 공공 프로그램에 대한 자금 지원을 크게 확대했다. 그러나 이는 또한 연방 프로그램의 변화를 가져왔는데, 저렴한 주택 생산을 장려하기 위한 전략으로 민간 개발자를 활용하는 데 점차 집중하게 되었다. 비록 이 프로그램의 10년간의 목표는 달성되지 못했지만, 공공 목적 달성을 위한 공공-민간 합동 이니셔티브에 대한 이러한 집중 때문에 어떤 면에서는 미래 미국의 정책 접근 방식의 방향을 설정했다.

## 지니 매의 설립 및 새로운 금융 프로그램
이 법안은 정부 보증 모기지 담보 증권을 사용하여 중간 소득 가구를 위한 모기지 자금의 가용성을 확대하기 위해 지니 매를 설립했다. 이 새로운 법인은 이전의 패니 메이에서 분리되었으며, 패니 매는 같은 이름으로 다른 기능을 유지했다. 새로운 법인은 미국 주택도시개발부와 그 연방주택청의 관할 하에 있었다.
이 법안의 주요 프로그램에는 대출 기관이 저소득층 및 중간 소득층 가구에 200달러의 계약금과 가구 소득의 20%, 그리고 1%의 모기지 이자율로 모기지를 제공할 수 있도록 보증하는 섹션 235가 포함되었다. 이러한 보증은 연방주택청에 의해 보험에 가입되었다.
그러나 섹션 235의 설계 방식은 문제로 이어졌다. 차용인은 제한적인 신용 요건만 적용받았고, 생애 최초 주택 구매자를 위한 교육은 최소한으로 제공되었다. 라우즈 컴퍼니는 섹션 235를 이용하여 메릴랜드주 볼티모어에서 취소된 고속도로 프로젝트 때문에 폐기되고 버려진 수백 채의 주택을 재판매했다. 좋지 않은 결과가 있은 후, 고속도로 프로젝트는 재개되었다.
섹션 235는 어떤 경우에는 분리를 증가시켰다. 백인 가족은 교외의 새로 개발된 지역에 주택을 구매하도록 장려되었지만, 배제적인 관행에 의해 저지된 흑인 가족은 주로 저소득층의 도심 지역에 주택을 구매했다. 이러한 패턴은 많은 백인 가족의 부를 증가시키는 반면 많은 흑인 가족을 뒤처지게 했다. 비록 섹션 235가 약 50만 가구에 지원을 제공했고 1974년까지 연방 정부에 13억 7천만 달러의 비용이 들었지만, 이 프로그램은 가족들이 모기지를 갚을 수 없어 주택을 포기하는 비율이 매우 높았다(10%의 가족이 압류당함).
이 법안에는 1961년 주택법에 의해 만들어진 221(d)(3) 시장 이자율 미만 프로그램을 대체하는 중간 소득 임차인을 위한 더 성공적인 섹션 236 지원도 포함되었다. 섹션 235와 마찬가지로 개발자는 모기지 이자율을 1%로 낮추기 위해 보조금을 받게 된다. 이 프로그램은 뉴욕의 다작인 엠파이어 스테이트 개발 공사 (당시 도시 개발 공사로 알려짐)가 건설한 대부분의 주택을 지원하는 데 사용되었으며, 1968년에서 1975년 사이에 약 3만 호의 주택을 완공했다.

## 저소득 및 중간 소득 주택 및 지역사회 재개발 보조금
이 법안은 저소득 지역사회를 돕기 위한 공공 주택, 모델 도시, 도시 재생 프로그램에 수억 달러를 제공했다. 1965년 주택 및 도시 개발법에 의해 처음 승인된 임대료 보조금 프로그램 (민간 집주인이 저소득 세입자를 받아들이도록 자금을 제공했으며, 섹션 8 프로그램의 전신으로 볼 수 있음)도 확대되었다.
이 법안은 공공 주택의 새로운 형태를 장려했으며, 많은 미국 대도시에서 이전 설계를 특징지었던 타워-인-더-파크를 지양했다. 주요 섹션 중 하나는 더 높은 건축 표준의 장려였다. 이 법안은 특히 "주로 노인을 위한 주택을 제외하고... [주택도시개발]부 장관은 실질적인 대안이 없다고 판단하지 않는 한 어린이 동반 가족을 위한 고층 엘리베이터 프로젝트를 승인하지 않아야 한다"고 명시했다.
이 법안은 그 후 4년 동안 미국 내 주택 생산을 성공적으로 확대했다. 예를 들어, 1969년에서 1972년 사이에 미국 정부는 34만 호 이상의 공공 주택을 지원했다. 이들은 "전통적인" 방식, 즉 공공 자금 조달 및 공공 운영을 통해 생산되었을 뿐만 아니라 턴키(민간 건설업체가 자금 조달 및 건설 책임을 지는 방식), 인수(기존 건물에 대한 공공의 구매), 임대 방식도 사용되었다.

## 제4조 신도시
제4조는 신도시 프로젝트에 자금을 지원했다. 초기 자금 5억 달러는 2억 5천만 달러로 줄었다. 미네소타주 조너선과 일리노이주 파크 포레스트 사우스 개발이 이 자금을 처음으로 활용했다.
- 미네소타주 조너선
- 일리노이주 파크 포레스트 사우스
- 텍사스주 플라워 마운드
- 메릴랜드주 세인트 찰스

(몇몇 지역사회는 후속 1970년 국가 도시 정책 및 신도시 개발법에 따라 제7조 신도시로 신청하기도 했다.)

## 프로그램의 종료와 유산
1973년 초, 리처드 닉슨 대통령은 새로운 연방 주택 보조금에 대한 모라토리엄을 선언하여 1968년 법안의 목표 달성을 불가능하게 했다. 이 모라토리엄은 1974년 주택 및 지역사회 개발법이 통과될 때까지 해제되지 않았다.

## 같이 보기
- 연방 주택 모기지 협회 헌장법, 1954년 주택법 제2조, Pub.L. 83–560, 68 Stat. 590, 1954년 8월 2일 제정